# Корнієнко Неллі Миколаївна
Не́ллі Микола́ївна Корніє́нко (7 квітня 1939, м. Хабаровськ) — радянський і український мистецтвознавець, театрознавець, соціолог художньої культури, культуролог, синергетик. Доктор мистецтвознавства (1993 р.) .Академік Національної академії мистецтв України  (2006). Заслужений діяч мистецтв України (2015).

## Життєпис
Народилась 7 квітня 1939, у м. Хабаровськ, (Росія) в родині службовця.
Завершила історичний факультет Київського державного університету ім. Т. Г. Шевченка за спеціальністю: історик, мистецтвознавець, медієвіст (1961); аспірантуру Всесоюзного державного інституту історії та теорії мистецтв (1966–1969 р.р., Москва).
1971 р. — захистила кандидатську дисертацію «Режиссерское искусство Леся Курбаса» — перше у вітчизняній і світовій історіографії монографічне дослідження про митця.
1971–1982 р.р. — науковий співробітник сектору соціології художньої культури Всесоюзного інституту історії та теорії мистецтв (Москва).
1982–1992 р.р. — працює в Об'єднаній редакції журналів ЮНЕСКО (зокрема, в журналі «Кур'єр ЮНЕСКО»), в групі по підготовці наукових праць на країни-члени ЮНЕСКО (Москва-Париж).
1992 року повертається в Україну, у 1992–1993 р.р. викладає в Художньому університеті за авторською програмою теорію театру і художньої культури.
1993 р. — захищає дисертацію на ступінь доктора мистецтвознавства «Театр як діагностична модель суспільства. Деякі універсальні механізми самоорганізації художніх систем».
З 1993 і до 2012 — провідний науковий співробітник Інституту мистецтвознавства, фольклористики та етнології НАН України (ІМФЕ НАНУ).
Ініціює і створює спочатку на Заході (США-Канада-Німеччина), а потім в Україні інноваційну установу — Центр Леся Курбаса (Постанова Уряду, грудень 1994 р.). Н. М. Корнієнко належить розробка статуту, стратегії, визначення наукових напрямів, видів діяльності, структури кадрів, систем інновації. З 1995 по 2012 р. — директор Державного центру театрального мистецтва ім. Леся Курбаса, якому у 2007 р. надано статус Національного.
2012 р. за європейськими тестами Центр атестовано на найвищу категорію А, що визначає його як провідну наукову установу в Україні, яка входить до європейського наукового контексту, відповідаючи європейським стандартам.
Напрямки діяльності Центру (науковий код): теоретичний (фундаментальна наука: театрознавство, філософська антропологія театру, культурологія, соціологія театру, синергетика, тоталлогія та ін.) та пошуково-експериментальний напрям (вистави, проєкти, націлені на пошук нової мови театру; лабораторія танцю, кінопроєкти, видавничі, освітні, проєкти з проблем національної автентики, міжнародні — з метою реінтеграції української культури і науки про культуру в світовий контекст та ін.).
З лекціями з проблем української культури виступала в 21 країнах світу, зокрема, в Гарвардському і Нью-Йоркському університетах (США), Йоркському університеті (Канада), у Відні, Парижі, Єрусалимі, Москві, Ризі, та ін.
До особливих здобутків автора належить повернення в культуру і введення в національний та світовий науковий обіг імені засновника українського модерного національного театру європейського зразка Леся Курбаса, актора Йосипа Гірняка, п'єс Миколи Куліша та інших репресованих імен і феноменів української культури.
Окрім того, праці Н. М. Корнієнко ініціюють окремий науковий напрям у гуманітаристиці, зокрема, в мистецтвознавстві: синергетика художньої культури, або, ширше — нелінійне мистецтвознавство.
Автор близько 500 наукових праць, окремі друкувалися 33 мовами.
Член-кореспондент Національної академії мистецтв України (1998).
Академік (дійсний член) Національної академії мистецтв України (2006).
Член експертної групи ВАК України (2010, 2011). Член Комітету Національної премії ім. Т. Шевченка (за головування І. Дзюби). Член Національної спілки театральних діячів і Спілки журналістів України.
Дружина Леся Танюка.

## Відзнаки та нагороди
- Премія ім. Леся Курбаса «За сукупність наукових робіт» (1998);
- Монографія «Лесь Курбас: репетиція майбутнього» (1998) — номінант Шевченківської премії;
- Номінація (2007) на найвищу світову премію в галузі гуманітаристики, зокрема, наук про мистецтво — Міжнародну премію КІОТО (Kyoto Prize — аналог Нобелівської);
- Нагорода Фонду розвитку культури «За великий внесок у мистецтво сучасної України», найкращий інтелектуальний продукт року.
- Кавалер ордена княгині Ольги — відзнака Президента України (1999),
- Орден святої великомучениці Варвари Української Православної Церкви (КП)(2005);
- Почесна нагорода Фонду розвитку мистецтва (2000);
- Відзнака Міністерства культури і мистецтв (2004);
- Почесна грамота Верховної Ради України (2004);
- Золота медаль НАМ України (2007);
- За монографію «Лесь Курбас: репетиція майбутнього» (друга редакція 2007) відзначена Дипломом I ступеня в номінації «Життя славетних» у рамках Національного конкурсу «Найкраща книга України», монографію представлено на Міжнародних книжкових форумах у рамках урядової програми;
- Заслужений діяч мистецтв України (2015)[1].
- Нагорода Національної академії мистецтв України Першого ступеню - Орден Мистецтв. Гасло "Per Artem  Ad Victoriam" ("До Перемоги") (2024).

## Монографії та дослідження (вибране)
Серед монографій і монографічних розвідок — здійснені на базі новітніх методологій, включно з постнекласичними:
- «Театральна естетика Л.Курбаса», «Лесь Курбас і художники» (1983),
- «Театр сьогодні — Театр завтра» (1986),
- «Лесь Курбас — основоположник українського радянського театру» (1987),
- «Лесь Курбас: епітна енергія театру» (1989),
- «Discovering a Master — Ukrajinska avangarda 1910–1930» — Zagreb (1990);
- «Ukraine, Theatre: 1920–1990» // The World Encyclopedia of Contemporary Theatre / Vol.1: «Europe», UNESCO, London-New-York (1995);
- «Лесь Курбас. Молодий театр» (1996),
- «Актор як метафізична проблема. Курбас. Гірняк» (1997),
- «Лесь Курбас: репетиція майбутнього» (5 нагород, 2 видання 1998, 2007),
- «Український театр у переддень Третього тисячоліття. Пошук.» [Архівовано 19 лютого 2019 у Wayback Machine.]
- «Художня культура у синергетичному часопросторі; Світові метаморфози та проблеми цілісності культури, або від Фауста до Протея» (2001);
- «Запрошення до Хаосу. Театр (художня культура) і синергетика. Спроба нелінійності» [Архівовано 19 лютого 2019 у Wayback Machine.] (2008, 2010);
- «Ukraine: Au seuil d'une revolution theatrale» // Forum Theatre Europeen — Nice (2008);
- «Les Kurbas and the Spiritual Foundations of the Ukrainian Avant-garde\ Modernism in Kyiv. Jubilant Experimentation» — University of Toronto Press, Toronto Buffalo London (2010)
- «Нелінійнне театро(мистецтво)знавство: постнекласичний ландшафт. Від Фауста до Протея» (2013)
- «Theatre and the Quantum World» // Opción (Arts and Humanities), Венесуела, Scopus, 10-12. (2018)
- «Театр і квантовий світ: спокуси вільнодумства» (2019)
- «Thumping victories of the microcosm» // Culture, Art, Education in the  Space of the 21st Century:  interdisciplinary Discourse. Coll. Monograph. Л996 Lviv-Torun,  Liha-Pres [Архівовано 31 грудня 2021 у Wayback Machine.], 2020, SENSE[en];
- «Театр майбутнього - траєкторія кванту. Порядок, відкритий для випадковості. (Театрознавство інших вимірів)» Київ, ДУХ І ЛІТЕРА, 2025 - 464 стор.

та ін.; вперше в Радянському Союзі здійснено монорозвідку про видатного режисера Ґордона Креґа (1974) і переклад його книги (співавтор перекладу Л.Танюк) Edward Gordon Craig: «On the Art of the Theatre» (London Mercury Books, 1962); вперше після їх заборони видала п'єси Миколи Куліша «Народний Малахій» і «Вічний бунт» та ін.